# Fábio Coentrão
Fábio Alexandre da Silva Coentrão (Vila do Conde, 11 marzo 1988) è un ex calciatore portoghese, di ruolo difensore.

## Caratteristiche tecniche
Ha iniziato la sua carriera da ala, ma ha giocato durante la carriera anche da terzino sinistro.

## Carriera

### Club

#### L'esordio al Rio Ave e il passaggio al Benfica
Inizia la carriera nel Rio Ave Futebol Clube, la squadra della sua città, nella stagione 2004-2005 militando in prima divisione. Dopo la stagione 2006-2007, il giocatore si accasa al Benfica. Il suo stile di gioco fu paragonato a quello di Arjen Robben dalla rivista World Soccer Magazine nel loro 50 Talenti mondiali pubblicato nel 2007.

#### I vari prestiti
Nel 2008 passa in prestito al Real Saragozza, squadra partecipante alla Segunda División spagnola, nella trattativa che porta Pablo Aimar al Benfica. Nel precampionato riceve una multa di 6000 € come punizione per delle uscite notturne.
Non ottiene mai la fiducia dell'allenatore Marcelino García Toral che lo porta solo una volta in panchina, in occasione della partita della settima giornata di campionato giocata alla Romareda contro il Deportivo Alavés. Coentrão entra in campo all'83' al posto di Jorge López Montaña e gioca l'unica partita con la maglia del club aragonese, che non esercita il diritto di riscatto. Dopo sei mesi a Saragozza torna al Rio Ave.
Intervistato nel luglio del 2011, Marcelino García Toral dichiara che Coentrão durante il periodo trascorso al Real Saragozza è stato disciplinato e rispettoso e ha avuto soltanto problemi di ambientamento, essendo alla sua prima esperienza lontano dal Portogallo. Secondo l'allenatore, Coentrão non era superiore a nessuno dei suoi compagni di squadra.

#### Il passaggio al Real Madrid
Il 5 luglio 2011 viene acquistato dal Real Madrid in cambio di 30 milioni di euro. Il terzino si lega ai blancos fino al 2017.
Esordisce in Primera División il 28 agosto nella partita vinta per 6-0 alla Romareda contro il Real Saragozza,giocando come titolare nella posizione di centrocampista a fianco a Xabi Alonso, dimostrando così una grande duttilità tattica.
Inizia la stagione vincendo la Supercoppa di Spagna 2012 nella doppia sfida contro il Barcellona.

#### Prestiti al Monaco ed allo Sporting
Il 26 agosto 2015 il Real Madrid ufficializza, tramite il proprio profilo Twitter, il passaggio in prestito del giocatore al Monaco fino a giugno 2016.
Dopo l'anno in prestito, il giocatore ritorna a Madrid, dove - pur giocando poco - si aggiudica sia il campionato, che la Champions League.
Il 5 luglio 2017 viene ceduto in prestito annuale allo Sporting Lisbona.

#### Rio Ave
Scaduto il contratto con il Real Madrid, il 31 agosto 2018 si accasa con il Rio Ave.
Il 29 gennaio 2019, a soli 31 anni, annuncia il suo addio al calcio giocato.

#### Ritorno al Rio Ave
Il 7 ottobre 2020, dopo oltre 516 giorni dal suo ritiro, annuncia il suo ritorno al calcio giocato e firma nuovamente per il Rio Ave.
Dopo 13 presenze e 2 reti, il 1⁰ luglio 2021 si ritirerà, questa volta ufficialmente, dal calcio giocato.

### Nazionale
Inizia la carriera internazionale a livello dilettantistico per il Portogallo nel 2007 durante la Madeira Cup, torneo che vide Coentrão premiato come miglior giocatore e miglior marcatore. Successivamente rappresenta la sua nazione nel Mondiale Under-20 del 2007 e in questi anni fa anche il suo debutto nell'Under 21.
Dopo importanti prestazioni nel Benfica, sebbene parta raramente dall'inizio nella stagione 2009-10, Coentrão viene per la prima volta convocato in nazionale maggiore nel novembre 2009, per lo spareggio decisivo per la qualificazione alla Coppa del Mondo 2010 contro la Bosnia ed Erzegovina: debutta allo Estádio da Luz giocando il secondo tempo della partita vinta per 1-0.
Coentrão viene selezionato da Carlos Queiroz nella lista dei 23 per il Mondiale 2010 in Sudafrica.

## Dopo il ritiro
Dopo aver appeso gli scarpini al chiodo, ha fatto ritorno nel suo quartiere natale, abitato prevalentemente da pescatori, per avviare l'attività di armatore. Attualmente possiede una piccola flotta di tre pescherecci e impiega circa 50 persone nella sua attività. Nel corso di un'intervista a fine 2021 ha dichiarato: "La vita in mare non è una vergogna, come credono molte persone. È un lavoro come un altro. E non solo, il mare è bello e ne abbiamo bisogno. Le persone che amano il mare e vogliono viverlo devono seguire i loro sogni. È un lavoro adatto anche alle nuove generazioni. Mio padre aveva una barca, la usava per pescare e da piccolo andavo sempre con lui. La mia vita era il mare... il mare e la pesca. Ovviamente, sapevo che un giorno il calcio sarebbe finito e che avrei dovuto prendere una nuova strada nella mia vita. E la mia felicità è questa barca e questa è la vita che voglio vivere.".

## Statistiche

### Presenze e reti nei club
Statistiche aggiornate al 30 maggio 2021.
| Stagione           | Squadra            | Campionato         | Campionato | Campionato | Coppe nazionali | Coppe nazionali | Coppe nazionali | Coppe continentali | Coppe continentali | Coppe continentali | Altre coppe | Altre coppe | Altre coppe | Totale | Totale |
| Stagione           | Squadra            | Comp               | Pres       | Reti       | Comp            | Pres            | Reti            | Comp               | Pres               | Reti               | Comp        | Pres        | Reti        | Pres   | Reti   |
| ------------------ | ------------------ | ------------------ | ---------- | ---------- | --------------- | --------------- | --------------- | ------------------ | ------------------ | ------------------ | ----------- | ----------- | ----------- | ------ | ------ |
| 2004-2005          | Rio Ave            | PL                 | 1          | 0          | TP              | 0               | 0               |                    | -                  | -                  |             | -           | -           | 1      | 0      |
| 2005-2006          | Rio Ave            | PL                 | 3          | 1          | TP              | 1               | 0               |                    | -                  | -                  |             | -           | -           | 4      | 1      |
| 2006-2007          | Rio Ave            | PL                 | 25         | 4          | TP              | 2               | 0               |                    | -                  | -                  |             | -           | -           | 27     | 4      |
| 2007-gen. 2008     | Benfica            | PL                 | 3          | 0          | TP+TL           | 2+1             | 1+0             | UCL                | 1                  | 0                  |             | -           | -           | 7      | 1      |
| gen.-giu. 2008     | Nacional           | PL                 | 16         | 4          | TP+TL           | 0               | 0               |                    | -                  | -                  |             | -           | -           | 16     | 4      |
| 2008-gen. 2009     | Real Saragozza     | SD                 | 1          | 0          | CR              | 0               | 0               |                    | -                  | -                  |             | -           | -           | 1      | 0      |
| gen.-giu. 2009     | Rio Ave            | PL                 | 16         | 3          | TP+TL           | 0               | 0               |                    | -                  | -                  |             | -           | -           | 16     | 3      |
| 2009-2010          | Benfica            | PL                 | 26         | 0          | TP+TL           | 2+4             | 1+1             | UEL                | 13                 | 1                  |             | -           | -           | 45     | 3      |
| 2010-2011          | Benfica            | PL                 | 23         | 2          | TP+TL           | 5+2             | 1+0             | UCL+UEL            | 6+8                | 2+0                | SP          | 1           | 0           | 45     | 5      |
| Totale Benfica     | Totale Benfica     | Totale Benfica     | 52         | 2          |                 | 16              | 4               |                    | 28                 | 3                  |             | 1           | 0           | 97     | 9      |
| 2011-2012          | Real Madrid        | PD                 | 20         | 0          | CR              | 3               | 0               | UCL                | 8                  | 0                  | SS          | 2           | 0           | 33     | 0      |
| 2012-2013          | Real Madrid        | PD                 | 16         | 1          | CR              | 4               | 0               | UCL                | 8                  | 0                  | SS          | 2           | 0           | 30     | 1      |
| 2013-2014          | Real Madrid        | PD                 | 10         | 0          | CR              | 4               | 0               | UCL                | 6                  | 0                  | -           | -           | -           | 20     | 0      |
| 2014-2015          | Real Madrid        | PD                 | 9          | 0          | CR              | 1               | 0               | UCL                | 4                  | 0                  | SU+SS+Cmc   | 1+1+1       | 0           | 15     | 0      |
| 2015-2016          | Monaco             | L1                 | 15         | 3          | CF+CdL          | 1               | 0               | UEL                | 3                  | 0                  | -           | -           | -           | 19     | 3      |
| 2016-2017          | Real Madrid        | PD                 | 3          | 0          | CR              | 1               | 0               | UCL                | 2                  | 0                  | SU+Cmc      | 0           | 0           | 6      | 0      |
| Totale Real Madrid | Totale Real Madrid | Totale Real Madrid | 58         | 1          |                 | 13              | 0               |                    | 28                 | 0                  |             | 7           | 0           | 106    | 1      |
| 2017-2018          | Sporting           | PL                 | 25         | 1          | TP+TL           | 5+3             | 0               | UCL+UEL            | 6+5                | 0                  | -           | -           | -           | 44     | 1      |
| ago. 2018-2019     | Rio Ave            | PL                 | 21         | 0          | TP+TL           | 1+1             | 0               | UEL                | -                  | -                  | -           | -           | -           | 23     | 0      |
| ott.2020-2021      | Rio Ave            | PL                 | 13+1       | 2+0        | TP+TL           | 1+0             | 0               | UEL                | -                  | -                  | -           | -           | -           | 15     | 2      |
| Totale Rio Ave     | Totale Rio Ave     | Totale Rio Ave     | 79+1       | 10+0       |                 | 6               | 0               |                    | -                  | -                  |             | -           | -           | 86     | 10     |
| Totale carriera    | Totale carriera    | Totale carriera    | 221+1      | 20+0       |                 | 34              | 4               |                    | 59                 | 3                  |             | 8           | 0           | 325    | 27     |

### Cronologia presenze e reti in nazionale
| Cronologia completa delle presenze e delle reti in nazionale ― Portogallo | Cronologia completa delle presenze e delle reti in nazionale ― Portogallo | Cronologia completa delle presenze e delle reti in nazionale ― Portogallo | Cronologia completa delle presenze e delle reti in nazionale ― Portogallo | Cronologia completa delle presenze e delle reti in nazionale ― Portogallo | Cronologia completa delle presenze e delle reti in nazionale ― Portogallo | Cronologia completa delle presenze e delle reti in nazionale ― Portogallo | Cronologia completa delle presenze e delle reti in nazionale ― Portogallo |
| Data                                                                      | Città                                                                     | In casa                                                                   | Risultato                                                                 | Ospiti                                                                    | Competizione                                                              | Reti                                                                      | Note                                                                      |
| ------------------------------------------------------------------------- | ------------------------------------------------------------------------- | ------------------------------------------------------------------------- | ------------------------------------------------------------------------- | ------------------------------------------------------------------------- | ------------------------------------------------------------------------- | ------------------------------------------------------------------------- | ------------------------------------------------------------------------- |
| 14-11-2009                                                                | Lisbona                                                                   | Portogallo                                                                | 1 – 0                                                                     | Bosnia ed Erzegovina                                                      | Qual. Mondiali 2010                                                       | -                                                                         | 69’                                                                       |
| 24-5-2010                                                                 | Covilhã                                                                   | Portogallo                                                                | 0 – 0                                                                     | Capo Verde                                                                | Amichevole                                                                | -                                                                         |                                                                           |
| 1-6-2010                                                                  | Covilhã                                                                   | Portogallo                                                                | 3 – 1                                                                     | Camerun                                                                   | Amichevole                                                                | -                                                                         | 63’                                                                       |
| 8-6-2010                                                                  | Johannesburg                                                              | Portogallo                                                                | 3 – 0                                                                     | Mozambico                                                                 | Amichevole                                                                | -                                                                         | 86’                                                                       |
| 15-6-2010                                                                 | Port Elizabeth                                                            | Costa d'Avorio                                                            | 0 – 0                                                                     | Portogallo                                                                | Mondiali 2010 - 1º turno                                                  | -                                                                         |                                                                           |
| 21-6-2010                                                                 | Città del Capo                                                            | Portogallo                                                                | 7 – 0                                                                     | Corea del Nord                                                            | Mondiali 2010 - 1º turno                                                  | -                                                                         |                                                                           |
| 25-6-2010                                                                 | Durban                                                                    | Portogallo                                                                | 0 – 0                                                                     | Brasile                                                                   | Mondiali 2010 - 1º turno                                                  | -                                                                         | 45’                                                                       |
| 29-6-2010                                                                 | Città del Capo                                                            | Spagna                                                                    | 1 – 0                                                                     | Portogallo                                                                | Mondiali 2010 - Ottavi di finale                                          | -                                                                         |                                                                           |
| 3-9-2010                                                                  | Guimarães                                                                 | Portogallo                                                                | 4 – 4                                                                     | Cipro                                                                     | Qual. Euro 2012                                                           | -                                                                         |                                                                           |
| 8-10-2010                                                                 | Porto                                                                     | Portogallo                                                                | 3 – 1                                                                     | Danimarca                                                                 | Qual. Euro 2012                                                           | -                                                                         |                                                                           |
| 12-10-2010                                                                | Reykjavík                                                                 | Islanda                                                                   | 1 – 3                                                                     | Portogallo                                                                | Qual. Euro 2012                                                           | -                                                                         |                                                                           |
| 9-2-2011                                                                  | Ginevra                                                                   | Argentina                                                                 | 2 – 1                                                                     | Portogallo                                                                | Amichevole                                                                | -                                                                         |                                                                           |
| 26-3-2011                                                                 | Leiria                                                                    | Portogallo                                                                | 1 – 1                                                                     | Cile                                                                      | Amichevole                                                                | -                                                                         | 56’                                                                       |
| 29-3-2011                                                                 | Aveiro                                                                    | Portogallo                                                                | 2 – 0                                                                     | Finlandia                                                                 | Amichevole                                                                | -                                                                         | 61’                                                                       |
| 4-6-2011                                                                  | Lisbona                                                                   | Portogallo                                                                | 1 – 0                                                                     | Norvegia                                                                  | Qual. Euro 2012                                                           | -                                                                         |                                                                           |
| 10-8-2011                                                                 | Faro                                                                      | Portogallo                                                                | 5 – 0                                                                     | Lussemburgo                                                               | Amichevole                                                                | 1                                                                         |                                                                           |
| 2-9-2011                                                                  | Nicosia                                                                   | Cipro                                                                     | 0 – 4                                                                     | Portogallo                                                                | Qual. Euro 2012                                                           | -                                                                         |                                                                           |
| 11-11-2011                                                                | Zenica                                                                    | Bosnia ed Erzegovina                                                      | 0 – 0                                                                     | Portogallo                                                                | Qual. Euro 2012                                                           | -                                                                         |                                                                           |
| 15-11-2011                                                                | Lisbona                                                                   | Portogallo                                                                | 6 – 2                                                                     | Bosnia ed Erzegovina                                                      | Qual. Euro 2012                                                           | -                                                                         | 40’                                                                       |
| 29-2-2012                                                                 | Varsavia                                                                  | Polonia                                                                   | 0 – 0                                                                     | Portogallo                                                                | Amichevole                                                                | -                                                                         | 21’                                                                       |
| 26-5-2012                                                                 | Leiria                                                                    | Portogallo                                                                | 0 – 0                                                                     | Macedonia                                                                 | Amichevole                                                                | -                                                                         |                                                                           |
| 2-6-2012                                                                  | Lisbona                                                                   | Portogallo                                                                | 1 – 3                                                                     | Turchia                                                                   | Amichevole                                                                | -                                                                         |                                                                           |
| 9-6-2012                                                                  | Leopoli                                                                   | Germania                                                                  | 1 – 0                                                                     | Portogallo                                                                | Euro 2012 - 1º turno                                                      | -                                                                         | 60’                                                                       |
| 13-6-2012                                                                 | Leopoli                                                                   | Danimarca                                                                 | 2 – 3                                                                     | Portogallo                                                                | Euro 2012 - 1º turno                                                      | -                                                                         |                                                                           |
| 17-6-2012                                                                 | Charkiv                                                                   | Portogallo                                                                | 2 – 1                                                                     | Paesi Bassi                                                               | Euro 2012 - 1º turno                                                      | -                                                                         |                                                                           |
| 21-6-2012                                                                 | Varsavia                                                                  | Rep. Ceca                                                                 | 0 – 1                                                                     | Portogallo                                                                | Euro 2012 - Quarti di finale                                              | -                                                                         |                                                                           |
| 27-6-2012                                                                 | Donec'k                                                                   | Portogallo                                                                | 0 – 0 dts (2 – 4 dtr)                                                     | Spagna                                                                    | Euro 2012 - Semifinale                                                    | -                                                                         | 45’                                                                       |
| 15-8-2012                                                                 | Faro                                                                      | Portogallo                                                                | 2 – 0                                                                     | Panama                                                                    | Amichevole                                                                | -                                                                         |                                                                           |
| 7-9-2012                                                                  | Lussemburgo                                                               | Lussemburgo                                                               | 1 – 2                                                                     | Portogallo                                                                | Qual. Mondiali 2014                                                       | -                                                                         |                                                                           |
| 11-9-2012                                                                 | Braga                                                                     | Portogallo                                                                | 3 – 0                                                                     | Azerbaigian                                                               | Qual. Mondiali 2014                                                       | -                                                                         |                                                                           |
| 12-10-2012                                                                | Mosca                                                                     | Russia                                                                    | 1 – 0                                                                     | Portogallo                                                                | Qual. Mondiali 2014                                                       | -                                                                         | 20’                                                                       |
| 6-2-2013                                                                  | Guimarães                                                                 | Portogallo                                                                | 2 – 3                                                                     | Ecuador                                                                   | Amichevole                                                                | -                                                                         | 90+3’                                                                     |
| 22-3-2013                                                                 | Tel Aviv                                                                  | Israele                                                                   | 3 – 3                                                                     | Portogallo                                                                | Qual. Mondiali 2014                                                       | 1                                                                         | 58’                                                                       |
| 26-3-2013                                                                 | Baku                                                                      | Azerbaigian                                                               | 0 – 2                                                                     | Portogallo                                                                | Qual. Mondiali 2014                                                       | -                                                                         |                                                                           |
| 7-6-2013                                                                  | Lisbona                                                                   | Portogallo                                                                | 1 – 0                                                                     | Russia                                                                    | Qual. Mondiali 2014                                                       | -                                                                         |                                                                           |
| 10-6-2013                                                                 | Ginevra                                                                   | Croazia                                                                   | 0 – 1                                                                     | Portogallo                                                                | Amichevole                                                                | -                                                                         | 62’                                                                       |
| 14-8-2013                                                                 | Faro                                                                      | Portogallo                                                                | 1 – 1                                                                     | Paesi Bassi                                                               | Amichevole                                                                | -                                                                         | 90’                                                                       |
| 6-9-2013                                                                  | Belfast                                                                   | Irlanda del Nord                                                          | 2 – 4                                                                     | Portogallo                                                                | Qual. Mondiali 2014                                                       | -                                                                         | 59’                                                                       |
| 10-9-2013                                                                 | Foxborough                                                                | Brasile                                                                   | 3 – 1                                                                     | Portogallo                                                                | Amichevole                                                                | -                                                                         | 54’                                                                       |
| 15-10-2013                                                                | Coimbra                                                                   | Portogallo                                                                | 3 – 0                                                                     | Lussemburgo                                                               | Qual. Mondiali 2014                                                       | -                                                                         | 75’                                                                       |
| 15-11-2013                                                                | Lisbona                                                                   | Portogallo                                                                | 1 – 0                                                                     | Svezia                                                                    | Qual. Mondiali 2014                                                       | -                                                                         |                                                                           |
| 19-11-2013                                                                | Solna                                                                     | Svezia                                                                    | 2 – 3                                                                     | Portogallo                                                                | Qual. Mondiali 2014                                                       | -                                                                         | 52’                                                                       |
| 5-3-2014                                                                  | Leiria                                                                    | Portogallo                                                                | 5 – 1                                                                     | Camerun                                                                   | Amichevole                                                                | 1                                                                         | 34’                                                                       |
| 6-6-2014                                                                  | Foxborough                                                                | Messico                                                                   | 0 – 1                                                                     | Portogallo                                                                | Amichevole                                                                | -                                                                         | 76’                                                                       |
| 10-6-2014                                                                 | East Rutherford                                                           | Irlanda                                                                   | 1 – 5                                                                     | Portogallo                                                                | Amichevole                                                                | 1                                                                         |                                                                           |
| 16-6-2014                                                                 | Salvador                                                                  | Germania                                                                  | 4 – 0                                                                     | Portogallo                                                                | Mondiali 2014 - 1º turno                                                  | -                                                                         | 65’                                                                       |
| 7-9-2014                                                                  | Aveiro                                                                    | Portogallo                                                                | 0 – 1                                                                     | Albania                                                                   | Qual. Euro 2016                                                           | -                                                                         |                                                                           |
| 29-3-2015                                                                 | Lisbona                                                                   | Portogallo                                                                | 2 – 1                                                                     | Serbia                                                                    | Qual. Euro 2016                                                           | 1                                                                         | 41’ 78’                                                                   |
| 13-6-2015                                                                 | Erevan                                                                    | Armenia                                                                   | 2 – 3                                                                     | Portogallo                                                                | Qual. Euro 2016                                                           | -                                                                         | 72’                                                                       |
| 16-6-2015                                                                 | Ginevra                                                                   | Italia                                                                    | 0 – 1                                                                     | Portogallo                                                                | Amichevole                                                                | -                                                                         | 24’                                                                       |
| 8-10-2015                                                                 | Budapest                                                                  | Portogallo                                                                | 1 – 0                                                                     | Danimarca                                                                 | Qual. Euro 2016                                                           | -                                                                         |                                                                           |
| 3-9-2017                                                                  | Budapest                                                                  | Ungheria                                                                  | 0 – 1                                                                     | Portogallo                                                                | Qual. Mondiali 2018                                                       | -                                                                         | 28’                                                                       |
| Totale                                                                    |                                                                           | Presenze                                                                  | 52                                                                        |                                                                           | Reti                                                                      | 5                                                                         |                                                                           |

## Palmarès

### Club

#### Competizioni nazionali
- Campionato portoghese: 1

Benfica: 2009-2010
- Coppa di Lega portoghese: 3

Benfica: 2009-2010, 2010-2011
Sporting Lisbona: 2017-2018
- Campionato spagnolo: 2

Real Madrid: 2011-2012, 2016-2017
- Supercoppa di Spagna: 1

Real Madrid: 2012
- Coppa di Spagna: 1

Real Madrid: 2013-2014

#### Competizioni internazionali
- UEFA Champions League: 2

Real Madrid: 2013-2014, 2016-2017
- Supercoppa UEFA: 2

Real Madrid: 2014, 2016
- Coppa del mondo per club: 2

Real Madrid: 2014, 2016

### Individuale
- Europei Top 11: 1

Polonia-Ucraina 2012